# Maître Colin
Maître Colin est un peintre anonyme français actif en Vallée d'Aoste à la fin du XVe et au début du XVIe siècle.
Il est notamment l'auteur de fresques au château d'Issogne.